# Hendrikus Zomers
Hendrikus V. Zomers ou Sommers, surnommé Henk (né et mort à des dates inconnues) fut un joueur de football international indonésien, qui évoluait attaquant.

## Biographie
Joueur du Hercules Batavia, il fait partie de l'équipe des Indes néerlandaises, qui est le premier pays asiatique à participer à une coupe du monde, celle de 1938.
L'équipe des Indes néerlandaises s'incline 6-0 au 1er tour contre la Hongrie, future finaliste de la compétition.